# Garcinia sessiliflora
Garcinia sessiliflora là một loài thực vật có hoa trong họ Bứa. Loài này được (Poir.) ined. mô tả khoa học đầu tiên.